# Метагидроксид марганца
Метагидроксид марганца — неорганическое соединение, оксогидроксид металла марганца с формулой MnO(OH), буро-чёрные кристаллы, нерастворимые в воде.

## Получение
- В природе встречается минерал манганит — MnO(OH) с различными примесями.

- Растворение оксида марганца(IV) в концентрированном холодном едком натре:

{\displaystyle {\mathsf {3MnO_{2}+2NaOH\ \xrightarrow {0^{o}C} \ 2MnO(OH)\downarrow +Na_{2}MnO_{4}}}}
- Осаждение щелочами из раствора солей трёхвалентного марганца:

{\displaystyle {\mathsf {2Mn_{2}(SO_{4})_{3}+6NaOH\ {\xrightarrow {}}\ 2MnO(OH)\downarrow +3Na_{2}SO_{4}+2H_{2}O}}}
- Окисление сульфата марганца(II) 3%-м раствором пероксида водорода в аммиачной среде:

{\displaystyle {\mathsf {2MnSO_{4}+H_{2}O_{2}+4NH_{3}+2H_{2}O\ {\xrightarrow {}}\ 2MnO(OH)\downarrow +2(NH_{4})_{2}SO_{4}}}}

## Физические свойства
Метагидроксид марганца образует парамагнитные буро-чёрные кристаллы моноклинной сингонии, пространственная группа P 21/b, параметры ячейки a = 0,527 нм, b = 0,524 нм, c = 0,527 нм, β = 114,50°, Z = 4.
Есть упоминание о существовании другой модификации ромбической сингонии, пространственная группа P bnm, параметры ячейки a = 0,453 нм, b = 0,927 нм, c = 0,287 нм, Z = 4.
Не растворяется в воде, р ПР = 36,0.

## Химические свойства
- Разлагается при нагревании в вакууме:

{\displaystyle {\mathsf {2MnO(OH)\ {\xrightarrow {250^{o}C,vacuum}}\ Mn_{2}O_{3}+H_{2}O}}}
- Реагирует с кислотами:

{\displaystyle {\mathsf {2MnO(OH)+3H_{2}SO_{4}\ {\xrightarrow {10^{o}C}}\ Mn_{2}(SO_{4})_{3}+4H_{2}O}}}
- Растворяется в растворе, содержащем щавелевую кислоту и оксалат калия, с образованием комплексного соединения:

{\displaystyle {\mathsf {2MnO(OH)+3H_{2}C_{2}O_{4}+3K_{2}C_{2}O_{4}\ {\xrightarrow {}}\ 2K_{3}[Mn(C_{2}O_{4})_{3}]+4H_{2}O}}}
- Реагирует с перегретыми растворами щелочей (под давлением):

{\displaystyle {\mathsf {MnO(OH)+3NaOH+H_{2}O\ {\xrightarrow {180^{o}C,p}}\ Na_{3}[Mn(OH)_{6}]\downarrow }}}
- Окисляет концентрированную горячую соляную кислоту:

{\displaystyle {\mathsf {2MnO(OH)+6HCl\ {\xrightarrow {90^{o}C}}\ 2MnCl_{2}+Cl_{2}\uparrow +4H_{2}O}}}
- Окисляется кислородом воздуха при нагревании:

{\displaystyle {\mathsf {4MnO(OH)+O_{2}\ {\xrightarrow {300^{o}C}}\ 4MnO_{2}+2H_{2}O}}}
- В присутствии влаги медленно окисляется при комнатной температуре:

{\displaystyle {\mathsf {4MnO(OH)+O_{2}+(4n-2)H_{2}O\ {\xrightarrow {\tau }}\ 4(MnO_{2}\cdot nH_{2}O)}}}
- Восстанавливается водородом:

{\displaystyle {\mathsf {2MnO(OH)+H_{2}\ {\xrightarrow {500-700^{o}C}}\ 2MnO+2H_{2}O}}}